# 마릴린 먼로의 하얀 드레스

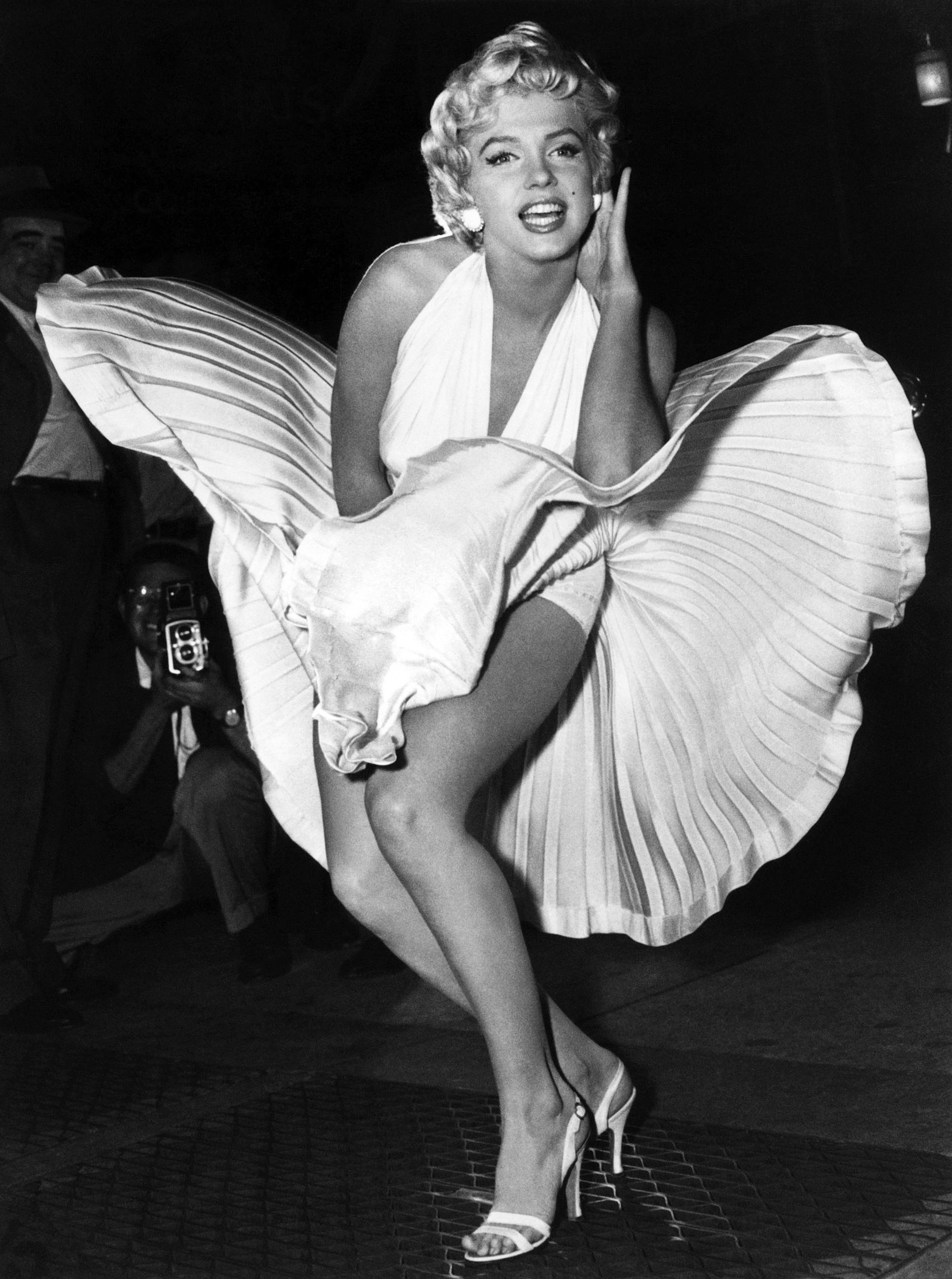
마릴린 먼로의 하얀 드레스

마릴린 먼로는 빌리 와일더가 감독한 1955년 영화 "7년만의 외출"에서 흰색 드레스를 입었다. 그것은 의상 디자이너 윌리엄 트라빌라에 의해 만들어졌고 영화의 가장 잘 알려진 장면에서 착용되었다. 바람이 부는 지하철 격자 위의 그것과 그녀의 모습은 20세기의 가장 상징적인 이미지 중 하나로 묘사되어 왔다.

## 같이 보기
- 오드리 헵번의 블랙 지방시 드레스